# Austrian Death Machine
Austrian Death Machine je sporedni metal projekt Tima Lambesisa, pjevača metalcore sastava As I Lay Dying, kojemu su glavna tema filmovi Arnolda Schwarzeneggera.

## O sastavu
Prvi studijski album Total Brutal, na kojem je Tim Lambesis odsvirao sve instrumente, objavljen je 22. srpnja 2008., a par mjeseci kasnije EP s božićnim temama nazvan A Very Brutal Christmas. Nakon nekoliko nastupa uživo, Lambesis se pridružio svom glavnom sastavu As I Lay Dying na turneji.
Iduće godine ponovno snima novi album, na kojem je gostovao pjevač Chad Ackerman iz sastava Destroy the Runner koji je oponašao glas Schwarzeneggera, te čak deset gitarista koji su odsvirali solaže. Objavljen je 29. rujna 2009. pod imenom Double Brutal. Najavljeno je objavljivanje i trećeg album Triple Brutal, iako je nedugo nakon toga Lambesis osuđen na zatvorsku kaznu u trajanju do 9 godina zbog pokušaja naručivanja ubojstva vlastite supruge.

## Članovi sastava
Trenutačna postava
- Tim Lambesis - vokal, gitara, bas-gitara, bubnjevi

Članovi uživo
- Emil Werstler - gitara
- Josh Gilbert - bas-gitara
- Jon "The Charn" Rice - bubnjevi
- Justin Olszewski - vokal (oponašanje Arnolda Schwarzeneggera)

## Diskografija
Studijski albumi
- Total Brutal (2008.)
- Double Brutal (2009.)
- Triple Brutal (2014.)

EP
- A Very Brutal Christmas (2008.)
- Jingle All the Way (2011.)

## Vanjske poveznice
- Službena stranica